# Clube dos Campeões
Clube dos Campeões foi uma série de humor transmitida pela SIC entre 9 de Agosto de 1999 e 13 de Março de 2000, contando 26 episódios.
A série retratava o quotidiano de um clube de futebol, que apenas conhecia um resultado... a derrota.
A série foi baseado na série Belgica F.C. De Kampioenen.

## Elenco
- Nuno Melo - Deolindo Durão Taveira
- Luís Mascarenhas - Lindolfo Tadeu
- Francisco Pestana - Óscar Oliveira
- Marco Delgado - Carlos Pombo
- Igor Sampaio - Xavier Clemente
- São José Lapa - Carmen de La Piedad
- Helena Laureano - Vitória Oliveira
- Maria Emília Correia - Glória Oliveira
- Luísa Cruz - Diana Pomboe